# MS Gripsholm (1924)
O MS Gripsholm foi um transatlântico operado pela Swedish American Line e construído pela Armstrong Whitworth & Co. Ele foi o primeiro navio transatlântico do mundo a possuir uma propulsão a diesel servindo como modelo para os próximos navios do tipo. Em 1954, foi vendido para a Alemanha Ocidental e renomeado como Berlim em homenagem a cidade de mesmo nome. Ele foi sucateado em 1966.

## Características gerais
O Gripsholm foi lançado em 26 de novembro de 1924 e, naquele momento, e ostentava uma tonelagem de 17 993. Seu comprimento era de 174,7 metros enquanto a sua boca era de 22,6 metros. Sua velocidade era mediana se comparada a navios da mesma época.
Os custos das viagens transatlânticas eram muito altos. Devido a isso, diversas empresas começaram a buscar formas mais baratas e eficientes de gerar potência e velocidade para seus navios. Utilizando a experiência adquirida de navios semelhantes, os suecos criaram o primeiro motor a diesel utilizado em um navio transatlântico do mundo, servindo de base para futuros navios.

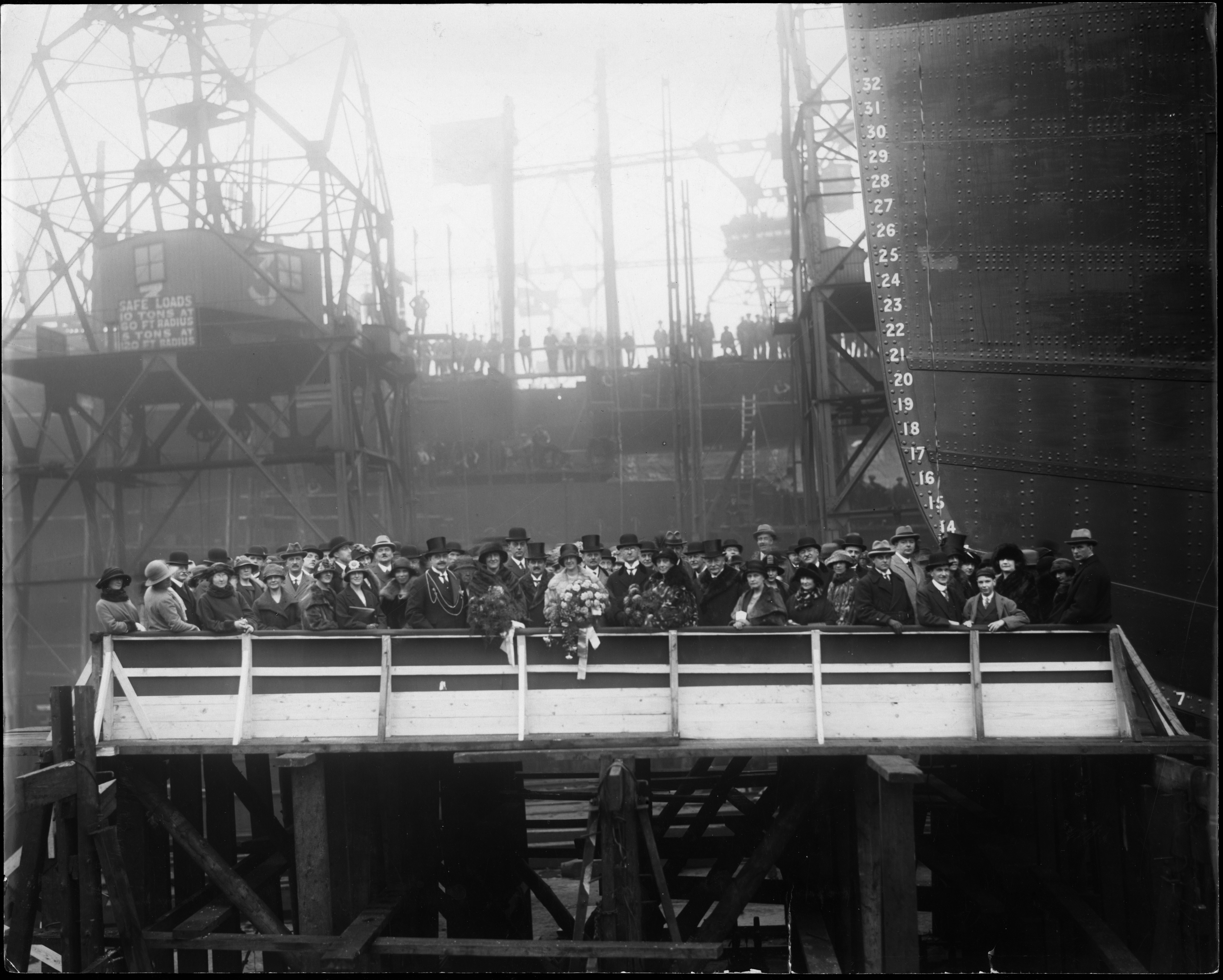
1924

Seus salões foram projetados seguindo o estilo tradicional sueco (o estilo gustaviano mais especificamente). Suas acomodações eram consideradas tão grandes e luxuosas que ele chegou a ser apelidado de "Palácio Flutuante". A mobília dessas acomodações era esculpida em madeira bruta. Além dessa mobília, as acomodações contavam com lareiras de mármore.

## Histórico de serviço

### Antecedentes
Em 1910, as viagens transatlânticas entre Suécia e Estados Unidos começavam a crescer em um ritmo acelerado. Em meio a isso, Göteborg Wilhelm R. Lundgren propôs a construção de dois grandes transatlânticos (com 20 mil toneladas) de luxo a fim de suprir essa demanda. Porém sua proposta foi esquecida devido a sua morte. Em 1920, a Svenska Amerika Linien estava se expandindo em alcance enquanto sua frota permanecia pequena. Como resultado, ela encomendou um transatlântico de 18 mil toneladas denominado Gripsholm (uma homenagem a um castelo sueco do século 16).

### Primeiros anos
De 1927 em diante, o Gripsholm fez travessias transatlânticas de passageiros e cruzeiros recreativos regulares. Ele foi um dos primeiros navios a fazer escala no terminal de imigração canadense Píer 21 em Halifax, Nova Escócia fazendo 101 viagens com imigrantes nesse píer. Ele também, como outros navios suecos, fazia viagens de Gotemburgo a Nova Iorque. Em 1927, ele fez o maior percurso transatlântico da história da Svenska Amerika Linien indo de Gotemburgo até o Mediterrâneo. Em 1928, o Kungsholm é construído a fim de suprir a crescente demanda proveniente do sucesso do Gripsholm. Essa dupla ganhou notoriedade internacional, chegando até a acomodar Greta Garbo. Em 1930, eclode a Grande Depressão que abalou significativamente as viagens transatlânticas em todo o mundo. Porém as viagens do Gripsholm só foram impactadas pela Segunda Guerra Mundial.

### Carreira posterior
De 1942 a 1946, o Departamento de Estado dos Estados Unidos fretou o Gripsholm como um navio de repatriação, transportando cidadãos japoneses e alemães para pontos de troca, onde ele então pegou cidadãos americanos e canadenses (e britânicos casados com americanos ou canadenses) para trazê-los para casa. Neste serviço, ele navegou sob os auspícios da Cruz Vermelha Internacional, com um capitão e tripulação suecos. O navio fez 12 viagens de ida e volta, transportando um total de 27.712 repatriados. As trocas ocorreram em portos neutros; em Lourenço Marques (agora Maputo), Moçambique, Mormugoa (agora Goa) na Índia portuguesa, para os japoneses, e em Estocolmo ou Lisboa, com os alemães.

### Últimos anos
A Swedish American Line vendeu o Gripsholm para a Norddeutscher Lloyd em 1954, que o rebatizou de MS Berlin. Sua primeira viagem como Berlin foi de Bremerhaven a Nova York, tornando-se o primeiro navio alemão a fazer uma viagem no Atlântico Norte no pós-guerra o navio retomou as viagens de imigração canadense para o Pier 21 em Halifax, fazendo 33 viagens de imigrantes antes de ser aposentado. Uma imagem dele chegando ao Pier 21 em 1957 se tornou a imagem central do novo passaporte canadense redesenhado em 2012.

Em 1966, ele foi aposentado por ser considerado muito velho e obsoleto. Ele foi demolido em La Spezia, Itália.